# Кокосовые острова
Коко́совые острова́, или Ки́линг (англ. Cocos (Keeling) Islands) — группа из 27 мелких коралловых островов, расположенных в Индийском океане. Является Внешней территорией Австралии под наименованием Территория Кокосовых островов (Килинг) (англ. Territory of the Cocos (Keeling) Islands). Площадь — 14 км². Прославились огромными пальмовыми лесами.
Население — 544 чел. (2016 год), около 80 % из них малайцы (кокосовые малайцы). Административный центр — Уэст-Айленд находится на Западном острове (West Island). Официальный язык — английский. 75 % населения исповедуют ислам. 

## География

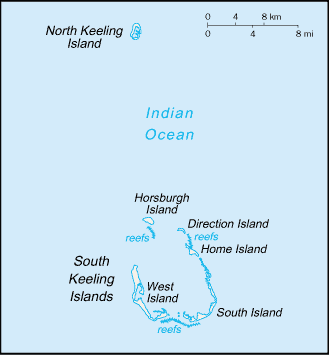
Карта Кокосовых островов

Архипелаг кораллового происхождения. Состоит из южной части и отдельно расположенного в 25 км к северу необитаемого острова Норт-Килинг. Наибольшая высота над уровнем моря — 5 м. Общая площадь — 14 км².
Климат влажный тропический, среднегодовое количество осадков около 2500 мм в год, сезон циклонов с октября по апрель.
Ресурсы пресной воды малы, дождевая вода собирается в природных подземных резервуарах.
Площадь Норт-Килинга — около 1,2 км², лагуны — около 0,5 км². Атолл практически полностью закрывает лагуну от океана.
Острова Саут-Килинга составляют 26 крохотных островков, из которых постоянно населено только два острова — Уэст-Айленд и Хоум. Общая площадь островов Саут-Килинга — 13,1 км².
| №  | Название по-русски | Название по-малайски | Название по-английски  | Площадь, км² |
| -- | ------------------ | -------------------- | ---------------------- | ------------ |
| 1  | Хорсборо           | Pulau Luar           | Horsburgh Island       | 1,04         |
| 2  | Дирекшен           | Pulau Tikus          | Direction Island       | 0,34         |
| 3  | Уоркхауз           | Pulau Pasir          | Workhouse Island       | <0,01        |
| 4  | Призон             | Pulau Beras          | Prison Island          | 0,02         |
| 5  | Острова Уоплейс    | Pulau Gangsa         | Woeplace Islets        | <0,01        |
| 6  | Хоум               | Pulau Selma          | Home Island            | 0,95         |
| 7  | Сивола             | Pulau Ampang Kechil  | Scaevola Islet         | <0,01        |
| 8  | Кануи              | Pulau Ampang         | Canui Island           | 0,06         |
| 9  | Ампанг-Майнор      | Pulau Wa-idas        | Ampang Minor           | 0,02         |
| 10 | Голдуотер          | Pulau Blekok         | Goldwater Island       | 0,03         |
| 11 | Торн               | Pulau Kembang        | Thorn Island           | 0,04         |
| 12 | Гузберри           | Pulau Cheplok        | Gooseberry Island      | <0,01        |
| 13 | Мизери             | Pulau Pandan         | Misery Island          | 0,24         |
| 14 | Гот                | Pulau Siput          | Goat Island            | 0,10         |
| 15 | Мидл-Мишен         | Pulau Jambatan       | Middle Mission Isle    | <0,01        |
| 16 | Саут-Гот           | Pulau Labu           | South Goat Island      | 0,04         |
| 17 | Саут-Айленд        | Pulau Atas           | South Island           | 3,63         |
| 18 | Норт-Гот           | Pulau Kelapa Satu    | North Goat Island      | 0,02         |
| 19 | Ист-Кей            | Pulau Blan           | East Cay Island        | 0,03         |
| 20 | Бериал             | Pulau Blan Madar     | Burial Island          | 0,03         |
| 21 | Уэст-Кей           | Pulau Maria          | West Cay Island        | 0,01         |
| 22 | Килингхем-Хорн     | Pulau Kambling       | Keelingham Horn Island | <0,01        |
| 23 | Уэст-Айленд        | Pulau Panjang        | West Island            | 6,23         |
| 24 | Тёртл              | Pulau Wak Bangka     | Turtle Island          | 0,22         |
|    | Всего              |                      |                        | 13,1         |

## История

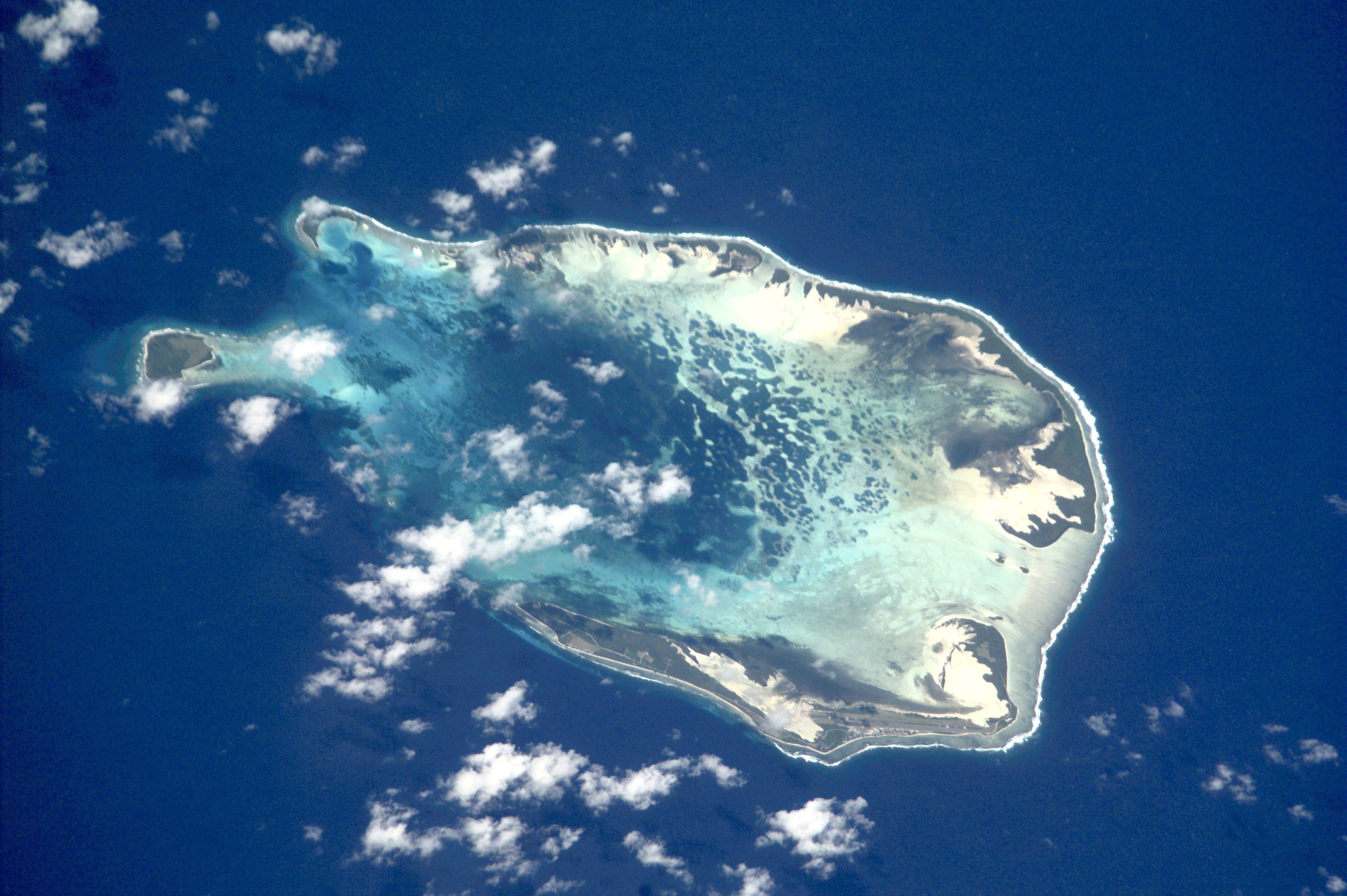
Кокосовые острова из космоса

Острова были открыты английским капитаном Уильямом Килингом в 1609 году.
6 декабря 1825 года острова посетил британский капитан Джон Клуниз-Росс. 27 февраля 1827 года он основал на Саут-Айленде поселение, а в 1831 году — завладел всеми островами, объявив их феодальным владением семейства Клюниз-Росс.
На острова завезли малайских рабочих для выращивания пальм и производства копры и кокосового масла. В 1836 году Чарльз Дарвин посетил Кокосовый остров и отметил, что на нём проживало больше сотни малайцев, которые, формально являясь свободными людьми, фактически жили в рабских условиях.
Острова были аннексированы Великобританией в 1857 году, а в 1878 году переданы под управление губернатора Цейлона. С 7 июля 1886 года предоставлены королевой Викторией семейству Клюниз-Россов в бессрочное владение. В 1886 году были включены в состав колонии Стрейтс-Сетлментс, к которой впоследствии был присоединён и остров Рождества. Подчинение Стрейтс-Сетлментс было формальным, фактически Клуниз-Россы управляли островами по своему усмотрению и даже выпускали с 1887 по 1978 год собственную валюту — рупию Кокосовых островов.
9 ноября 1914 года, в ходе Первой мировой войны, возле островов произошёл бой между австралийским крейсером «Сидней» и германским рейдером — крейсером «Эмден», в результате которого германский крейсер был сильно повреждён и выбросился на камни, часть германской команды бежала через Кокосовые острова и вернулась в Германию.
С 23 ноября 1955 года переданы под управление Австралии. В 1969 году именно на Кокосовых островах (впервые в истории всех стран мира) были выпущены монеты из пластмассы.
1 сентября 1978 года правительство Австралии выкупило у потомка Клуниз-Росса практически всю землю, остатки были выкуплены в 1986 году. 6 апреля 1984 года был проведён референдум о самоопределении островов. Большинство высказалось за сохранение связи с Австралией.
На федеральных выборах голосуют по округу Дингири Северной территории, однако часть служб управляется из Западной Австралии.

## Демография
Население — 593 чел. (2021 год)
Мужчин — 49,7 %, Женщин — 50,3 %.
Средний возраст — 40 лет. Дети в возрасте от 0 до 14 лет составляли 21,9 % населения, люди от 15 до 64 лет — 65,2 %, а в возрасте 65 лет и старше — остальные 12,9 % населения.
На Кокосовых островах 168 семей, среднее количество детей в семьях с детьми — 2,1; среднее число детей на все семьи — 1.
Из людей на Кокосовых (Килинг) островах в возрасте 15 лет и старше 68,4 % были женаты, а 5,1 % были либо разведены, либо разделены.
На Кокосовых островах 25,3 % людей посещали учебные заведения. Из них 42,1 % учились в начальной школе, 24,6 % — в средней школе и 6,3 % — в высшем или техническом учреждении.

### Религия
Согласно данным переписи населения Австралии 2021 года, религиозный состав территории Кокосовых островов распределён следующим образом:
- Ислам — 65,6%
- Нерелигиозные — 14 %
- Христианство — 3,5%, включая:
  - Католики — 2 %
  - Англикане — 1,5 %
- Не указали религиозную принадлежность — 16,5 %
- Другие религии — 0,4%

### Языки
Согласно переписи населения 2021 года, языковая ситуация на территории характеризуется следующими данными:
- Малайский — 62,1 %
- Английский — 28,6 %
- Прочие языки — 9,3 %

### Страна происхождения
Население Кокосовых островов родом из следующих стран:
- Австралия — 82,5 %
- Малайзия — 5 %
- Новая Зеландия — 1,1 %
- Великобритания (Англия) — 0,6 %
- Сингапур — 0,6 %
- Другие страны — 10,2 %

## Экономика
На самом крупном из островов, Уэст-Айленде, находится аэропорт и живёт большинство населения. Основное занятие населения — обслуживание аэропорта, возделывание кокосовой пальмы и производство копры. В последнее время[когда?]

 развивается туризм.
В интернете широко используется национальный домен верхнего уровня, закреплённый за Кокосовыми островами: .cc.

## Почта и транспорт
Почтовым оператором на островах является австралийская государственная корпорация «Почта Австралии». Выпускающиеся для архипелага с 1963 года почтовые марки также могут использоваться на территории Австралии, равно как и австралийские марки могут использоваться на Кокосовых островах.

## Флаг
Официально флагом территории является флаг Австралии, но используется и местный, неофициальный флаг — зелёное полотнище с изображением кокосовой пальмы, полумесяца и созвездия Южного Креста. Кокосовая пальма — «визитная карточка» территории, зелёный цвет и полумесяц означают ислам, а изображение Южного Креста характерно для многих флагов Южного полушария.